# Паспорт гражданина Республики Корея
Паспорт гражданина Южной Кореи — официальный документ, удостоверяющий личность гражданина Республики Корея при выезде за пределы и пребывании за пределами страны, а также при въезде на территорию Республики Корея из заграничной поездки. Выдается Министерством иностранных дел Республики Корея, печатается KOMSCO c 1973 года.

## Внешний вид
Паспорт зелёного или красного цветов, с надписью (кор. 대한민국) «Republic of Korea» и (кор. 여권) «Passport» на корейском и английском языках. В центре золотым тиснением нанесена эмблема Республики Корея. Паспорт изготавливается на корейском и английском языках. Символ биометрических паспортов, оповещающий о наличии RFID-чипа внутри документа, располагается в самом низу обложки.

## Безвизовый въезд
Для граждан Республики Корея предусмотрен безвизовый въезд на территории следующих стран:
Южная Америка:
- Гайана
- Венесуэла
- Бразилия
- Суринам
- Аргентина
- Эквадор
- Уругвай
- Чили
- Колумбия
- Парагвай
- Перу
- Гвиана

Северная и Центральная Америка:
- США
- Гватемала
- Никарагуа
- Доминиканская Республика
- Доминика
- Мексика
- Барбадос
- Багамские Острова
- Сент-Люсия
- Сент-Винсент и Гренадины
- Сент-Китс и Невис
- Гаити
- Антигуа и Барбуда
- Сальвадор
- Гондурас
- Ямайка
- Канада
- Коста-Рика
- Тринидад и Тобаго
- Панама

Африка:
- ЮАР
- Либерия
- Лесото
- Руанда
- Республика Малави
- Марокко
- Маврикий
- Мозамбик
- Бурунди
- Буркина-Фасо
- Сейшельские Острова
- Свазиленд
- Эфиопия
- Уганда
- Египет
- Замбия
- Джибути
- Зимбабве
- Камерун
- Кения
- Коморские Острова
- Танзания
- Тунис

Азия:
- Непал
- Восточный Тимор
- Лаос
- Ливан
- Макао
- Малайзия
- Монголия
- Вьетнам
- Бруней
- Шри-Ланка
- Сингапур
- ОАЭ
- Йемен
- Оман
- Иордания
- Израиль
- Индонезия
- Япония
- Китайская Республика (о. Тайвань)
- Казахстан
- Катар
- Камбоджа
- Кувейт
- Кыргызстан
- Таиланд
- Турция
- Филиппины
- Гонконг

Океания:
- Гуам
- Науру
- Новая Каледония
- Новая Зеландия
- Ниуэ
- Маршалловы Острова
- Федеративные Штаты Микронезии
- Северные Марианские Острова
- Вануату
- Самоа
- Соломоновы Острова
- Австралия
- Острова Кука
- Кирибати
- Тувалу
- Папуа — Новая Гвинея
- Палау
- Французская Полинезия
- Фиджи

Европа:
- Австрия
- Албания
- Англия
- Андорра
- Армения
- Бельгия
- Болгария
- Босния и Герцеговина
- Ватикан
- Венгрия
- Германия
- Греция
- Грузия
- Дания
- Ирландия
- Исландия
- Испания
- Италия
- Кипр
- Латвия
- Литва
- Лихтенштейн
- Люксембург
- Мальта
- Молдова
- Монако
- Нидерланды
- Норвегия
- Польша
- Португалия
- Румыния
- Сербия
- Словакия
- Словения
- Украина
- Финляндия
- Франция
- Хорватия
- Черногория
- Чехия
- Швейцария
- Швеция
- Эстония

### Запись в паспорте
В паспорте содержится следующая запись:
На корейском:
주의 — 이 여권에는 민감한 전자칩이 내장되어 있습니다. 접거나 구멍을 뚫는 행위 또는 극한 환경(온도,습도)에의 노출로 여권이 손상될 수 있으니 취급에 주의하여 주시기 바랍니다.
На английском:
This passport contains sensitive electronics, For best performance please do not bend, perforate or expose to extreme temperatures or excess moisture.